# Чемпионат Азербайджана по борьбе 2009
Чемпионат Азербайджана по борьбе 2009 года проходил в Баку с 18 по 21 декабря 2008 года, на две недели раньше в отличие от предыдущих чемпионатов республики, которые проходили в начале января. Соревнования среди мужчин проходили по вольной и греко-римской борьбе во Дворце спорта. Всего разыгрывалось 14 комплектов медалей.
Победитель чемпионата получал 3000 манатов, а его тренер — 1000. Две тысячи манатов получал серебряный призёр, по тысяче — бронзовые призёры.
При этом некоторые ведущие борцы страны на первенстве республики участия не принимали. Так, олимпийский чемпион 2004 года Фарид Мансуров не участвовал из-за травмы, серебряные призёры Олимпиады 2008 года Ровшан Байрамов и Виталий Рагимов планировали готовиться к февральскому Кубку мира, а Зелимхан Гусейнов был прооперирован незадолго до турнира. Также от участия в чемпионате отказаля олимпийский чемпион 2007 года и бронзовый призёр последнего чемпионата Азербайджана Намик Абдуллаев.

## Медалисты

### Вольная борьба
| Категория | Золото                  | Серебро | Бронза |
| --------- | ----------------------- | ------- | ------ |
| до 55 кг  | Намик Севдимов          |         |        |
| до 60 кг  | Джалал Сулейманов       |         |        |
| до 66 кг  | Джабраил Гасанов        |         |        |
| до 74 кг  | Чамсулвара Чамсулвараев |         |        |
| до 84 кг  | Шариф Шарифов           |         |        |
| до 96 кг  | Хетаг Гозюмов           |         |        |
| до 120 кг | Али Исаев               |         |        |

### Греко-римская борьба
| Категория | Золото           | Серебро         | Бронза |
| --------- | ---------------- | --------------- | ------ |
| до 55 кг  | Эльчин Алиев     |                 |        |
| до 60 кг  | Фуад Алиев       |                 |        |
| до 66 кг  | Расул Чунаев     |                 |        |
| до 74 кг  | Эльвин Мурсалиев |                 |        |
| до 84 кг  | Ильгар Абдулов   |                 |        |
| до 96 кг  | Шалва Гадабадзе  |                 |        |
| до 120 кг | Джалал Бахадуров | Муслим Муслимов |        |